# Магнитограмма
Магнитограмма представляет собой показания (отчет) о состоянии магнитного поля Земли.

## История
Русский ученый М. В. Ломоносов в 1759 году в докладе «Рассуждение о большой точности морского пути» дал ценные советы, позволяющие увеличить точность показаний компаса. Для изучения земного магнетизма М. В. Ломоносов рекомендовал организовать сеть постоянных пунктов (обсерваторий) для произведения систематических магнитных наблюдений; такие наблюдения необходимо широко проводить и на море. Мысль Ломоносова об организации магнитных обсерваторий была осуществлена лишь спустя 60 лет в России.
В 1956 году на советской шхуне «Заря» проводятся измерения магнитного поля. Все материалы и предметы корабельного хозяйства на этой шхуне были изготовлены из дерева и немагнитных сплавов, влияние магнитных полей моторов и другого оборудования минимизировано. В настоящее время весь земной шар покрыт сетью пунктов, где производят магнитные измерения.
В 1934 году впервые в мире советский геофизик А. А. Логачёв сконструировал прибор, позволяющий измерять магнитное поле Земли с самолета. Катушка аэромагнитометра быстро вращается в магнитном поле Земли, и в ней возникает электрический ток. Сила этого тока изменяется пропорционально изменению магнитного поля Земли.

## Описание
Измерения (вариации) магнитного поля Земли магнитологи изучают с помощью высокочувствительных приборов — вариометров. Главная деталь вариометра — маленький магнитик в виде стрелки, снабжённый зеркальцем. Магнитик подвешен на тонкой кварцевой нити. На зеркальце направляют луч света, который отражается от него и падает на чувствительную фотобумагу, намотанную на вращающийся барабан. Благодаря такому устройству малейшее колебание магнитика изображается на фотобумаге в виде кривой — магнитограммы.